# Copris celebensis
Copris celebensis är en skalbaggsart som beskrevs av Lansberge 1886. Copris celebensis ingår i släktet Copris och familjen bladhorningar. Inga underarter finns listade i Catalogue of Life.